# 19 يوليو
- السبت
- الأحد
- الاثنين
- الثلاثاء
- الأربعاء
- الخميس
- الجمعة

- 283 محرم 1447  هـ
- 294 محرم 1447  هـ
- 305 محرم 1447  هـ
- 16 محرم 1447  هـ
- 27 محرم 1447  هـ
- 38 محرم 1447  هـ
- 49 محرم 1447  هـ
- 510 محرم 1447  هـ
- 611 محرم 1447  هـ
- 712 محرم 1447  هـ
- 813 محرم 1447  هـ
- 914 محرم 1447  هـ
- 1015 محرم 1447  هـ
- 1116 محرم 1447  هـ
- 1217 محرم 1447  هـ
- 1318 محرم 1447  هـ
- 1419 محرم 1447  هـ
- 1520 محرم 1447  هـ
- 1621 محرم 1447  هـ
- 1722 محرم 1447  هـ
- 1823 محرم 1447  هـ
- 1924 محرم 1447  هـ
- 2025 محرم 1447  هـ
- 2126 محرم 1447  هـ
- 2227 محرم 1447  هـ
- 2328 محرم 1447  هـ
- 2429 محرم 1447  هـ
- 2530 محرم 1447  هـ
- 261 صفر 1447  هـ
- 272 صفر 1447  هـ
- 283 صفر 1447  هـ
- 294 صفر 1447  هـ
- 305 صفر 1447  هـ
- 316 صفر 1447  هـ
- 17 صفر 1447  هـ

19 يوليو أو 19 تمُّوز أو 19 يوليه أو يوم 19 \ 7 (اليوم التاسع عشر من الشهر السابع) هو اليوم المئتان (200) من السنوات البسيطة، أو اليوم الأول بعد المئتين (201) من السنوات الكبيسة وفقًا للتقويم الميلادي الغربي (الغريغوري). يبقى بعده 165 يوما لانتهاء السنة.

## أحداث
- 711 - وقوع معركة وادي لكة التي مهّدت الطريق للمسلمين أن يفتحوا شبه الجزيرة الإيبيرية.
- 1799 - اكتشاف حجر رشيد من قبل ضابط فرنسي وذلك إبان الحملة الفرنسية على مصر.
- 1870 - بدء الحرب الفرنسية البروسية.
- 1943 - الطائرات الأمريكية تقصف السكك الحديدية في إيطاليا وذلك أثناء الحرب العالمية الثانية.
- 1956 - الولايات المتحدة تعلن سحب عرضها بتقديم معونة مالية إلى مصر للمساعدة في بناء السد العالي في منطقة أسوان على نهر النيل.
- 1984 - لوران فابيوس يتولى رئاسة الحكومة الفرنسية بعمر 37 سنة.
- 1988 - اندلاع «معركة خواكورك» بين الجيش العراقي وقوات البشمركة الكردية التابعة للحزب الديمقراطي الكردستاني في المثلث الحدودي العراقي التركي الإيراني.
- 1996 - رئيس صرب البوسنة رادوفان كاراديتش يوافق على الاستقالة والانسحاب من الحياة السياسية العامة.
- 2005 - فؤاد السنيورة يتولى رئاسة الحكومة اللبنانية وذلك بتشكيله لأول حكومة بعد خروج الجيش السوري من لبنان.
- 2009 - وزارة الداخلية الموريتانية تعلن فوز الجنرال محمد ولد عبد العزيز الذي قاد الانقلاب العسكري في 6 أغسطس 2008 بانتخابات الرئاسة وذلك بعد حصوله على 52.58% من أصوات الناخبين، والمعارضة تطعن بالنتيجة.
- 2018 - الكنيست الإسرائيلي يُقر قانون الدولة القومية لليهود في إسرائيل الذي نص على عدَّة خطوات تصب في صالح اليهود، وأفقد اللُغة العربيَّة صفتها الرسميَّة في إسرائيل.
- 2019 - منتخب الجزائر لكرة القدم يحرز كأس الأمم الأفريقية 2019 للمرة الثانية في تاريخه بعد تغلبه على منتخب السنغال بهدف للا شيء.
- 2020 - انطلاق مسبار الأمل إلى المريخ من مركز تانيغاشيما الفضائي في اليابان، في أوّلِ مهمة عربية وإماراتية من نوعها لاستكشاف الكوكب الأحمر.
- 2021 - إعلان فوز بيدرو كاستيلو برئاسة بيرو، بعد شهر ونصف من إجراء الجولة الثانية من الانتخابات.
- 2024 - انقطاع في خدمات تقانة المعلومات في العديد من أجهزة الحاسوب التي تعمل بنظام مايكروسوفت ويندوز، وتعطل الرحلات الجوية والمصالح في كثير من الدول، بسبب تحديث خاطئ قامت به شركة كراودسترايك.

## مواليد
- 1814 - صمويل كولت، مخترع أمريكي.
- 1834 - إدغار ديغا، رسام ونحات فرنسي.
- 1893 - فلاديمير ماياكوفسكي، شاعر روسي.
- 1896 - آرتشيبالد جوزيف كرونين، طبيب وروائي اسكتلندي.
- 1898 - هربرت ماركوزه، فيلسوف وعالم اجتماع ألماني.
- 1921 - روزالين يالو، طبيبة أمريكية حاصلة على جائزة نوبل في الطب عام 1977.
- 1932 - إيسامو تانوناكا، ممثل أداء صوتي ياباني.
- 1947 - برايان ماي عضو فرقة كوين.
- 1948 - محمد حسين آل ياسين، لغوي وأستاذ جامعي وشاعر عراقي.
- 1950 - فكري أباظة، ممثل مصري.
- 1953 - طلال سدر سياسي فلسطيني، تولى حقيبة وزارة الشباب والرياضة في حكومة ياسر عرفات الثانية.
- 1958 - توموكي هاسيغاوا، ملحن ياباني.
- 1965 - هايله مريم ديساليغنه، رئيس وزراء إثيوبيا.
- 1968 - بافل كوكا، لاعب كرة قدم تشيكي.
- 1973 - سعيد التغماوي، ممثل فرنسي من أصل مغربي.
- 1977 - هيثم مصطفى، لاعب كرة قدم سوداني.
- 1978 - جوناثان زيبينا، لاعب كرة قدم فرنسي.
- 1979 - لوك يونغ، لاعب كرة قدم إنجليزي.
- 1980 - اكزافييه ماليسه، لاعب كرة مضرب بلجيكي.
- 1981 - أندرسون لويز دي كارفاليو، لاعب كرة قدم برازيلي.
- 1982 - ستوارت بارنابي، لاعب كرة قدم إنجليزي.
- 1985 - عبد الله مشيلح، لاعب كرة قدم كويتي.
- 1996 - غازي العيادي، لاعب كرة قدم تونسي.

## وفيات
- 514 - سيماشوس، بابا الكنيسة الرومانية الكاثوليكية.
- 1213 - الأشرف بن الأعز، شاعر وكاتب شامي.
- 1543 - ماري بولين، عشيقة هنري الثامن ملك إنجلترا.
- 1814 - ماثيو فليندرز، ملاح ومستكشف إنجليزي.
- 1915 - محمد علي الجابري، شاعر وخطيب ديني عثماني عراقي.
- 1965 - إي سنغ مان، رئيس كوريا الجنوبية.
- 1984 - عزيز سامي، كاتب ومترجم عراقي.
- 1988 - محمد القيسي، ممثل عراقي.
- 1999 - عطية محمد سالم، عالم مسلم مصري.
- 2000 - سليمان الهويدي، شاعر كويتي.
- 2004 -
  - زينكو سوزوكي، رئيس وزراء اليابان.
  - أسد الله موسوي ماكوئي، معلم وعالم اجتماع ومؤرخ وسياسي إيراني.
- 2009 -
  - فرانك ماكورت، كاتب أمريكي.
  - هنري سورتيس، سائق فورمولا 2 بريطاني.
- 2012 - عمر سليمان، نائب رئيس الجمهورية في مصر.
- 2017 - عبد الوهاب الدوسري، ممثل كويتي.
- 2020 - سلطان هاشم، عسكري ووزير دفاع عراقي.
- 2021 -
  - محمد سبيلا، كاتب وفيلسوف ومُفكر مغربي.
  - أرتورو أرماندو مولينا، عسكري سلفادوري تولَّى رئاسة جمهورية بلاده.
- 2025 - الوليد بن خالد بن طلال بن عبد العزيز آل سعود، أمير سعودي.

## أعياد ومناسبات
- عيد الشهداء في بورما.

## وصلات خارجية
- وكالة الأنباء القطريَّة: حدث في مثل هذا اليوم.
- النيويورك تايمز: حدث في مثل هذا اليوم.
- BBC: حدث في مثل هذا اليوم.